# Album al numero uno della classifica FIMI nel 2009
La presente lista elenca gli album che hanno raggiunto la prima posizione nella classifica settimanale italiana Artisti, stilata durante il 2009 dalla Federazione Industria Musicale Italiana, in collaborazione con Nielsen Media Research.

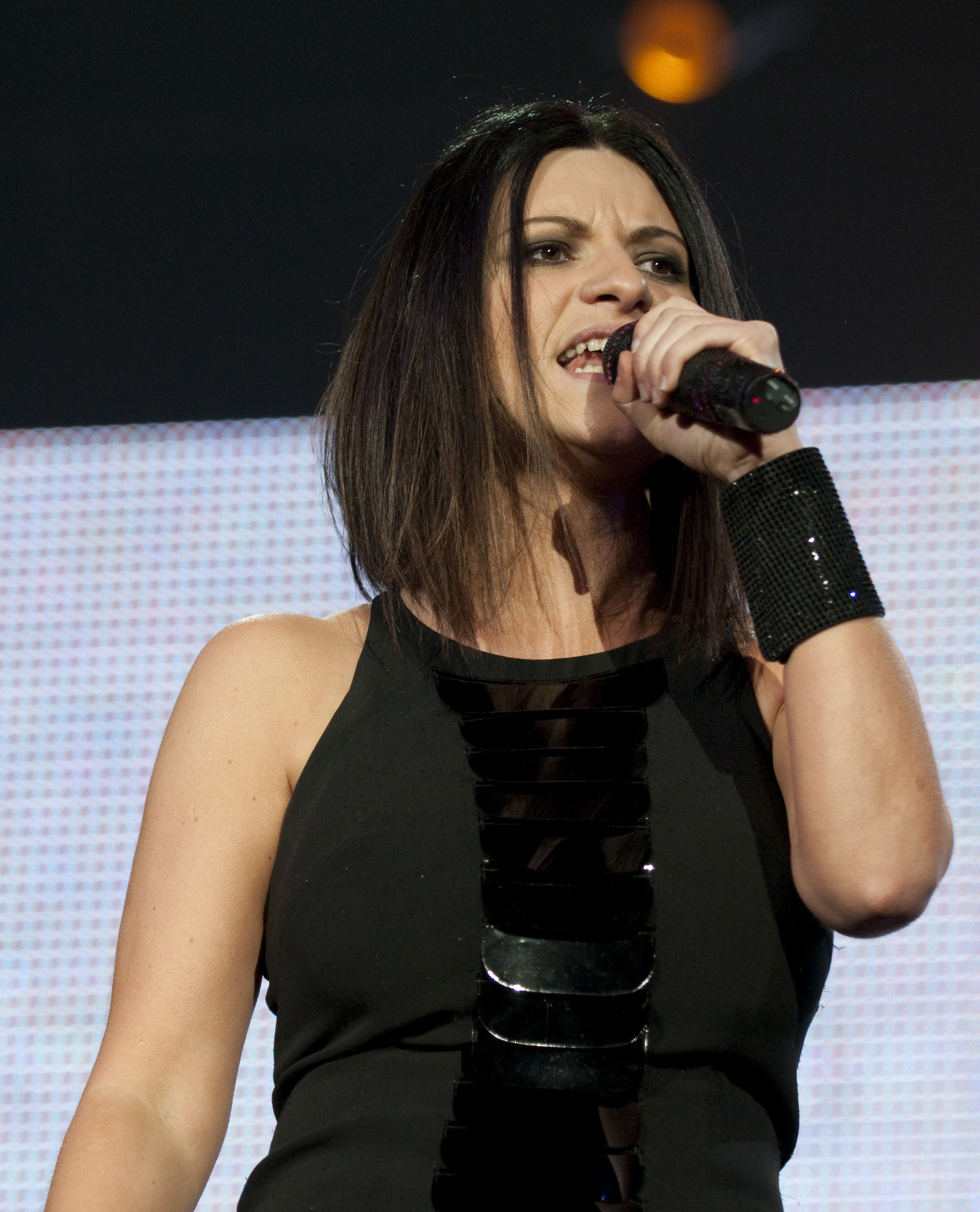
Laura Pausini si riconferma in testa alla classifica con l'album di inediti Primavera in anticipo

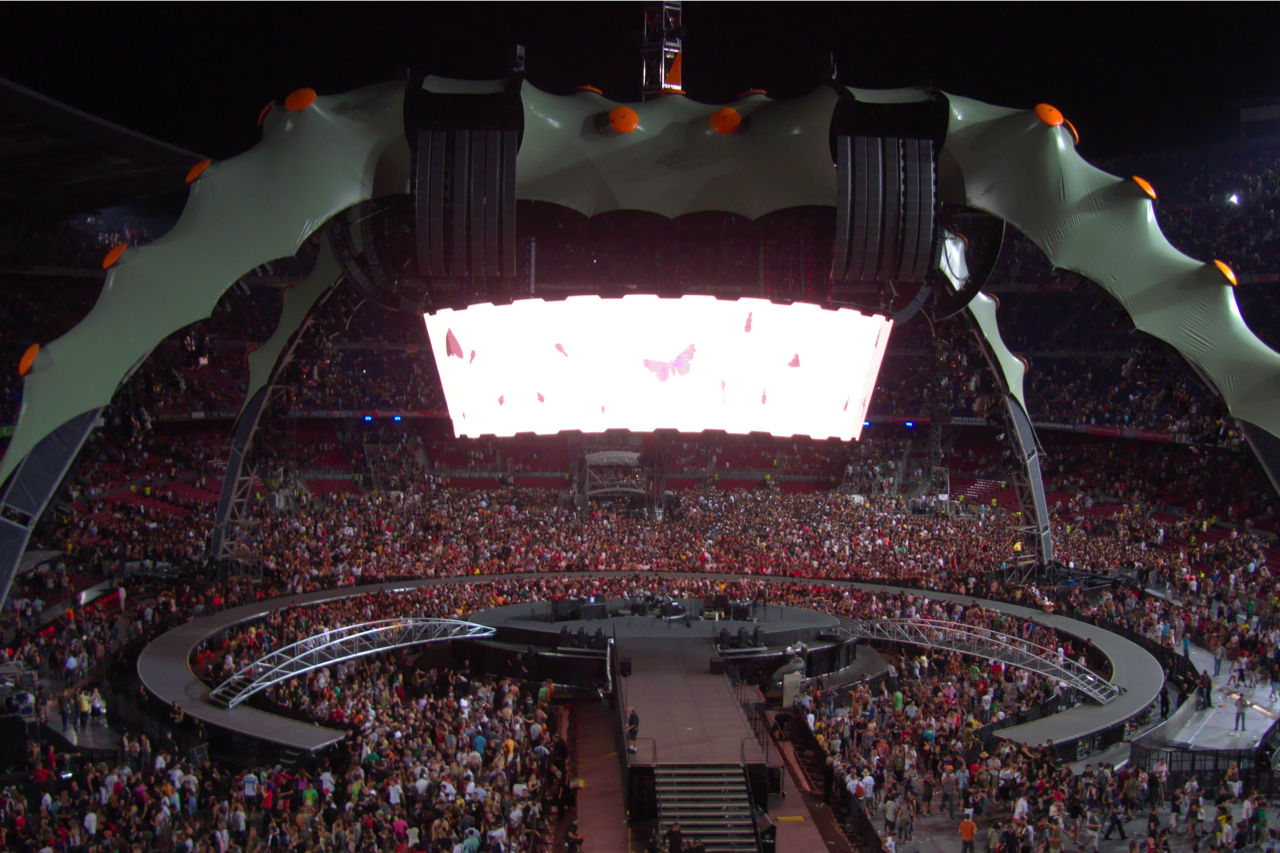
L'album No Line on the Horizon degli U2 spiana la strada per la loro tournée dei record U2 360º Tour

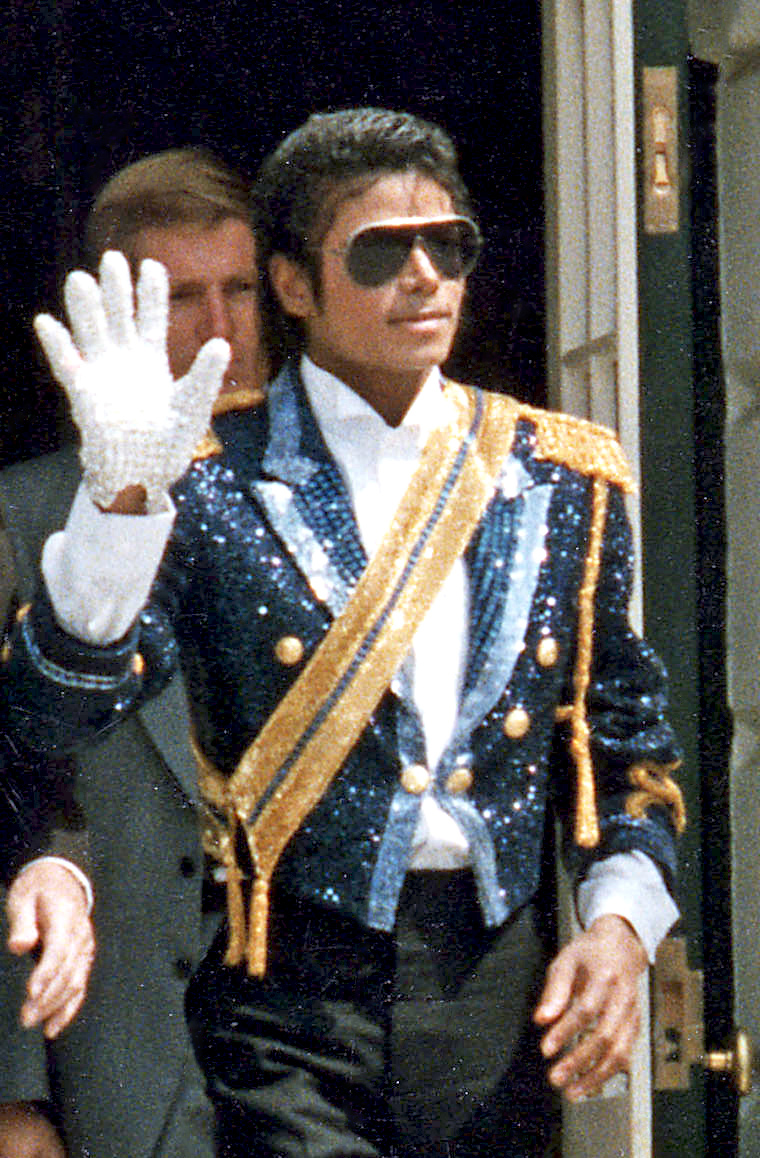
La morte del "Re del Pop" Michael Jackson porta tre suoi album alla posizione numero 1 in Italia nel 2009

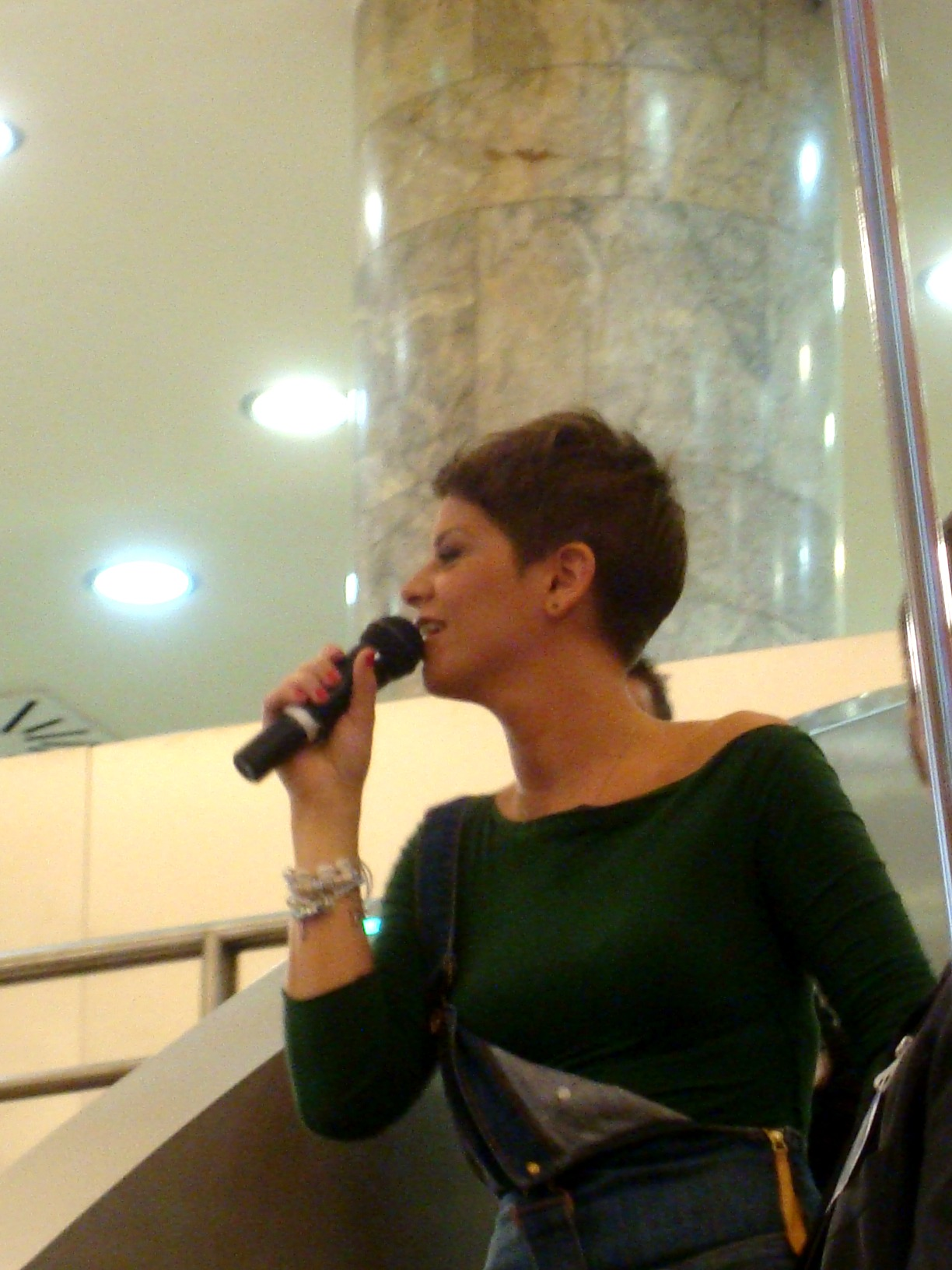
La giovane Alessandra Amoroso, direttamente dal talent show Amici alla vetta della classifica

| Settimana        | Settimana      | Album                       | Artista            | Settimane consecutive | Settimane totali | Fonte  |
| Inizio           | Fine           | Album                       | Artista            | Settimane consecutive | Settimane totali | Fonte  |
| ---------------- | -------------- | --------------------------- | ------------------ | --------------------- | ---------------- | ------ |
| 26 dicembre 2008 | 1º gennaio     | Primavera in anticipo       | Laura Pausini      | 9                     | 9                | [ 1 ]  |
| 2 gennaio        | 8 gennaio      | Primavera in anticipo       | Laura Pausini      | 9                     | 9                | [ 2 ]  |
| 9 gennaio        | 15 gennaio     | Primavera in anticipo       | Laura Pausini      | 9                     | 9                | [ 3 ]  |
| 16 gennaio       | 22 gennaio     | Alla mia età                | Tiziano Ferro      | 1                     | 3                | [ 4 ]  |
| 23 gennaio       | 29 gennaio     | Working on a Dream          | Bruce Springsteen  | 2                     | 2                | [ 5 ]  |
| 30 gennaio       | 5 febbraio     | Working on a Dream          | Bruce Springsteen  | 2                     | 2                | [ 6 ]  |
| 6 febbraio       | 12 febbraio    | Un'altra direzione          | Nek                | 1                     | 1                | [ 7 ]  |
| 13 febbraio      | 19 febbraio    | Alla mia età                | Tiziano Ferro      | 1                     | 3                | [ 8 ]  |
| 20 febbraio      | 26 febbraio    | Le donne                    | Antonello Venditti | 1                     | 1                | [ 9 ]  |
| 27 febbraio      | 5 marzo        | No Line on the Horizon      | U2                 | 3                     | 3                | [ 10 ] |
| 6 marzo          | 12 marzo       | No Line on the Horizon      | U2                 | 3                     | 3                | [ 11 ] |
| 13 marzo         | 19 marzo       | No Line on the Horizon      | U2                 | 3                     | 3                | [ 12 ] |
| 20 marzo         | 26 marzo       | Presente                    | Renato Zero        | 3                     | 3                | [ 13 ] |
| 27 marzo         | 2 aprile       | Presente                    | Renato Zero        | 3                     | 3                | [ 14 ] |
| 3 aprile         | 9 aprile       | Presente                    | Renato Zero        | 3                     | 3                | [ 15 ] |
| 10 aprile        | 16 aprile      | Stupida                     | Alessandra Amoroso | 1                     | 3                | [ 16 ] |
| 17 aprile        | 23 aprile      | Sounds of the Universe      | Depeche Mode       | 2                     | 2                | [ 17 ] |
| 24 aprile        | 30 aprile      | Sounds of the Universe      | Depeche Mode       | 2                     | 2                | [ 18 ] |
| 1º maggio        | 7 maggio       | Stupida                     | Alessandra Amoroso | 2                     | 3                | [ 19 ] |
| 8 maggio         | 14 maggio      | Stupida                     | Alessandra Amoroso | 2                     | 3                | [ 20 ] |
| 15 maggio        | 21 maggio      | 21st Century Breakdown      | Green Day          | 1                     | 1                | [ 21 ] |
| 22 maggio        | 28 maggio      | Ali e radici                | Eros Ramazzotti    | 6                     | 6                | [ 22 ] |
| 29 maggio        | 4 giugno       | Ali e radici                | Eros Ramazzotti    | 6                     | 6                | [ 23 ] |
| 5 giugno         | 11 giugno      | Ali e radici                | Eros Ramazzotti    | 6                     | 6                | [ 24 ] |
| 12 giugno        | 18 giugno      | Ali e radici                | Eros Ramazzotti    | 6                     | 6                | [ 25 ] |
| 19 giugno        | 25 giugno      | Ali e radici                | Eros Ramazzotti    | 6                     | 6                | [ 26 ] |
| 26 giugno        | 2 luglio       | Ali e radici                | Eros Ramazzotti    | 6                     | 6                | [ 27 ] |
| 6 luglio         | 12 luglio      | Thriller                    | Michael Jackson    | 1                     | 1                | [ 28 ] |
| 13 luglio        | 19 luglio      | King of Pop                 | Michael Jackson    | 7                     | 7                | [ 29 ] |
| 20 luglio        | 26 luglio      | King of Pop                 | Michael Jackson    | 7                     | 7                | [ 30 ] |
| 27 luglio        | 2 agosto       | King of Pop                 | Michael Jackson    | 7                     | 7                | [ 31 ] |
| 3 agosto         | 9 agosto       | King of Pop                 | Michael Jackson    | 7                     | 7                | [ 32 ] |
| 10 agosto        | 16 agosto      | King of Pop                 | Michael Jackson    | 7                     | 7                | [ 33 ] |
| 17 agosto        | 23 agosto      | King of Pop                 | Michael Jackson    | 7                     | 7                | [ 34 ] |
| 24 agosto        | 30 agosto      | King of Pop                 | Michael Jackson    | 7                     | 7                | [ 35 ] |
| 31 agosto        | 6 settembre    | I Look to You               | Whitney Houston    | 2                     | 2                | [ 36 ] |
| 31 agosto        | 6 settembre    | I Look to You               | Whitney Houston    | 2                     | 2                | [ 37 ] |
| 7 settembre      | 13 settembre   | The Resistance              | Muse               | 1                     | 1                | [ 38 ] |
| 14 settembre     | 20 settembre   | Celebration                 | Madonna            | 1                     | 1                | [ 39 ] |
| 21 settembre     | 27 settembre   | Senza nuvole                | Alessandra Amoroso | 4                     | 4                | [ 40 ] |
| 28 settembre     | 4 ottobre      | Senza nuvole                | Alessandra Amoroso | 4                     | 4                | [ 41 ] |
| 5 ottobre        | 11 ottobre     | Senza nuvole                | Alessandra Amoroso | 4                     | 4                | [ 42 ] |
| 12 ottobre       | 18 ottobre     | Senza nuvole                | Alessandra Amoroso | 4                     | 4                | [ 43 ] |
| 19 ottobre       | 25 ottobre     | Crazy Love                  | Michael Bublé      | 1                     | 1                | [ 44 ] |
| 26 ottobre       | 1º novembre    | This Is It                  | Michael Jackson    | 2                     | 2                | [ 45 ] |
| 2 novembre       | 8 novembre     | This Is It                  | Michael Jackson    | 2                     | 2                | [ 46 ] |
| 9 novembre       | 15 novembre    | Heart                       | Elisa              | 2                     | 2                | [ 47 ] |
| 16 novembre      | 22 novembre    | Heart                       | Elisa              | 2                     | 2                | [ 48 ] |
| 23 novembre      | 29 novembre    | Tracks 2 - Inediti & rarità | Vasco Rossi        | 2                     | 7                | [ 49 ] |
| 30 novembre      | 6 dicembre     | Tracks 2 - Inediti & rarità | Vasco Rossi        | 2                     | 7                | [ 50 ] |
| 7 dicembre       | 13 dicembre    | My Christmas                | Andrea Bocelli     | 3                     | 3                | [ 51 ] |
| 14 dicembre      | 20 dicembre    | My Christmas                | Andrea Bocelli     | 3                     | 3                | [ 52 ] |
| 21 dicembre      | 27 dicembre    | My Christmas                | Andrea Bocelli     | 3                     | 3                | [ 53 ] |
| 28 dicembre      | 3 gennaio 2010 | Tracks 2 - Inediti & rarità | Vasco Rossi        | 5                     | 7                | [ 54 ] |

1. 1 2  Per la settimana tra il 31 agosto e il 6 settembre 2009, FIMI e Nielsen Media Research hanno prodotto due diverse classifiche.

L'album che nel 2009 ha passato più tempo in vetta alla classifica è King of Pop di Michael Jackson (7 settimane consecutive).